# Tcsh
tcsh – uniksowa powłoka wzorowana na C shell (csh). W istocie rozszerzona i wstecz kompatybilna wersja na bazie oryginalnego kodu z dodatkowymi funkcjami jak dopełnianie poleceń.
Litera ‘t’ w nazwie pochodzi od w systemu operacyjnego TENEX, który zainspirował autora, Kena Greera swoją funkcjonalnością dopełniania komend. Greer pracował nad tcsh w późnych latach 70. na Carnegie Mellon University. Paul Placeway z Uniwersytetu Stanu Ohio kontynuował jego pracę w latach 80., od tego czasu tcsh jest rozwijane przez wielu osób.
Do wersji 13. FreeBSD tcsh było domyślną powłoką na koncie superużytkownika root. Także wczesne wersje MacOS X wykorzystywały tcsh jako domyślną powłokę użytkownika, została ona jednak zastąpiona bashem w wersji 10.3, a następnie zsh od wersji 10.15.